# Xã Richland, Quận Ozark, Missouri
Xã Richland (tiếng Anh: Richland Township) là một xã thuộc quận Ozark, tiểu bang Missouri, Hoa Kỳ. Năm 2010, dân số của xã này là 794 người.